# 廣田愛佳
廣田愛佳（日語：廣田 あいか，1999年1月31日—），又譯作廣田愛花，是日本女性Youtuber，所屬經紀公司為UUUM，曾為女子偶像組合私立惠比壽中學成員及星塵傳播旗下藝人。於2018年1月3日退出團體並於4月20日離開星塵傳播。

## 唱片
參看私立惠比壽中學唱片列表。

## 演出作品

### 電影
- たまこちゃんとコックボー（2015年3月28日） - 飾演 星野ひよ子[1]
- 騷音（2015年5月23日）
- 天才麻將少女（2016年） - 飾演 片岡優希

### 配音作品
- たまこちゃんとコックボー（Unikyara Project、廣島HOME電視台） - モグP。

### 電視劇
- 白天的澡堂酒（2016年4月9日－6月25日，東京電視台）：飾演 遠藤早苗
- 天才麻將少女（2016年） - 飾演 片岡優希

## 外部連結
- 星塵傳播藝能3部網站內的廣田愛佳個人資料 （页面存档备份，存于）
- 廣田愛佳在互联网电影资料库（IMDb）上的資料（英文）
- 廣田あいか (ぁぃぁぃ)的Instagram帳戶
- 廣田愛佳的X（前Twitter）
- YouTube上的ぁぃぁぃ/aiai頻道
- #廣田愛佳 （页面存档备份，存于） 網誌（日語）
- YouTube上的【私立恵比寿中学】廣田あいかvol.1【出席番号６番】 — 廣田愛佳的映像簡介，收錄於2011年的『Kawaii Girl Japan』